# Humoresques (Dvořák)
Humoresques (in Ceco Humoresky), Op. 101 (B. 187) è una raccolta di pezzi brevi per pianoforte  del compositore boemo Antonín Dvořák, scritta nell'estate 1894 del genere delle Humoresque. La Humoresque n. 7 in Sol♭ maggiore è fra le più famose composizioni brevi di musica classica mai scritte.

## Storia
Durante il suo soggiorno negli Stati Uniti, Dvořák diresse il National Conservatory of Music of America dal 1892 al 1895 e, in quel periodo, collezionò nei suoi taccuini molti temi e arie strumentali. Usò molte di queste "idee americane" in altre composizioni, come Sinfonia "Dal nuovo mondo", ma alcune non trovarono impiego.
Così, mentre Dvořák passava l'estate con la famiglia in Boemia, a Vysoká u Příbrami, inizio con queste idee inedite a comporre un ciclo di composizioni brevi per pianoforte.  Il 19 luglio 1894 Dvořák abbozzò la prima Humoresque in si maggiore, che oggi è la n. 6, e via via continuò il ciclo e lo completò il 27 agosto 1894 che fu intitolato Humoresques poco dopo che Dvořák lo inviò al suo editore tedesco Fritz Simrock che lo pubblicò nell'autunno 1894.
Questa raccolta divenne molto popolare, in particolare la Humoresque n. 7 che fu arrangiata per molti strumenti e ensembles, anche per coro.

## Struttura
Il ciclo è composto da otto pezzi:
1. Vivace (Mi bemolle minore)
2. Poco andante (Si maggiore)
3. Poco andante e molto cantabile (La bemolle maggiore)
4. Poco andante (Fa maggiore)
5. Vivace (La minore)
6. Poco allegretto (Si maggiore)
7. Poco lento e grazioso (Sol bemolle maggiore)
8. Poco andante – Vivace – Meno mosso, quasi Tempo I (Si minore)

Il tema principale dalla prima Humoresque fu abbozzato da Dvořák a New York durante Capodanno 1892, col titolo "Marche funèbre", il tema secondario fu accompagnato dalla scritta "people singing in the street".  Il tema iniziale della quarta Humoresque fu anch'esso iniziato a New York, fra le idee per l'opera mai realizzata Hiawatha. Lo stile "americano" di Dvořák compare comunque in molti degli altri temi di queste composizioni.